# Legge 8 marzo 1951, n. 122
La legge elettorale provinciale del governo De Gasperi, approvata con legge nº122 dell'8 marzo 1951, fu la normativa che permise la ricostruzione democratica dei consigli provinciali italiani dopo la dittatura fascista e gli strascichi conseguenti ad essa.
Secondo i dettami dei vari statuti speciali, la legge non trovò applicazione nelle regioni autonome della Sicilia, della Valdaosta e del Trentino-Alto Adige. Fino al 1954 non ebbe efficacia neppure a Trieste, parte del Territorio Libero.

## Principi generali
Le istituzioni democratiche delle province italiane, abolite dal fascismo, non ebbero pronta restaurazione come invece accaduto a livello comunale: pesava infatti il timore di una possibile duplicazione di competenze con il progetto regionalistico stabilito in Costituzione, ma ancora privo di attuazione concreta. L'assetto provvisorio, con le antiche deputazioni provinciali prefasciste ricostituite su nomina prefettizia, continuò quindi fino al 1951 quando, per uscire dall'impasse, si decise di reintrodurre i consigli provinciali, che avevano alle spalle un Ente già esistente quale la Provincia, e di rinviare il discorso sui consigli regionali.
Come la parallela legge di riforma comunale, la nuova normativa fu voluta dal governo De Gasperi con una marcata impronta maggioritaria, onde garantire le amministrazioni centriste dalle insidie sia di sinistra che di destra. La legge operò una semplificazione non solo lessicale ma anche sostanziale degli organi di governo provinciali, equiparandoli in tutto e per tutto a quelli dei comuni, sostituendo alla deputazione la Giunta provinciale, ed affidando al Presidente della provincia anche la presidenza del Consiglio provinciale. Per la designazione del presidente e degli assessori erano richiesti il quorum dei due terzi dei consiglieri e la maggioranza assoluta dei votanti nelle prime due votazioni, e la maggioranza relativa nella terza; in caso di insuccesso si rinviava il tutto ad una seconda seduta, nella quale non vi era più quorum ed era previsto un eventuale ballottaggio per chiudere la nomina entro la seconda votazione. Sia il presidente che gli assessori dovevano essere consiglieri. Era prevista la figura dell'assessore supplente, cioè di consiglieri pronti ad entrare in giunta nel caso di dimissioni personali di singoli assessori. Per l'elettorato passivo era ancora prevista una clausola che escludeva la possibilità di consiglieri analfabeti, mentre più significativa era l'incompatibilità con l'appartenenza alle giunte comunali. La durata del mandato del consiglio provinciale era di 4 anni. La surroga era espressamente prevista per qualunque motivo, ricorrendo ad elezioni suppletive se trattavasi di consiglieri aventi un mandato diretto.

## Legge elettorale
La legge stabilì che il consiglio provinciale era composto da:
- 45 consiglieri, fra i quali andavano scelti 8 assessori, nelle province sopra 1.400.000 abitanti;
- 36 consiglieri, fra i quali andavano scelti 6 assessori, nelle province sopra i 700.000 abitanti;
- 30 consiglieri, fra i quali andavano scelti 6 assessori, nelle province sopra i 300.000 abitanti;
- 24 consiglieri, fra i quali andavano scelti 4 assessori, nelle province restanti.

Il sistema elettorale era maggioritario per i due terzi dei seggi, cui corrispondevano altrettanti collegi uninominali, nei quali era molto semplicemente eletto il candidato più votato, che riceveva un mandato diretto.
Non sfuggiva però come l'applicazione integrale del sistema maggioritario in realtà politicamente spesso omogenee come le province, differentemente da una votazione nazionale, avrebbe potuto causare la cancellazione totale delle minoranze in molti consigli. A sventare tale rischio interveniva dunque il restante terzo dei seggi, destinato al ripescaggio dei candidati perdenti. Tutti i contendenti potevano infatti collegarsi a livello provinciale in liste di partito come anche di coalizione, non essendo necessario un unico simbolo comune. I voti dei perdenti di ciascuna coalizione venivano sommati, e i seggi distribuiti tramite il metodo Hare-Niemeyer dei quozienti e dei più alti resti. All'interno di ciascuna coalizione erano eletti i perdenti che avevano raccolto le migliori percentuali di consensi.
Il risultato finale della legge, seppur attraverso una strada completamente diversa, tendeva a riproporre quel rapporto di due a uno fra maggioranza ed opposizione introdotto dalla coeva legge comunale. Anche questa legge fu travolta dal fallimento della legge truffa del 1953, e fu quindi in seguito pesantemente riformata in senso proporzionale.

### Riferimenti normativi
- Testo della legge, su eunomos.di.unito.it. URL consultato il 25 febbraio 2022 (archiviato dall'url originale il 12 maggio 2013).
- Degasperi.net. URL consultato il 9 aprile 2012 (archiviato dall'url originale il 7 maggio 2006).